# Meša Selimović
Mehmed Meša Selimović (Tuzla, 26. travnja 1910. – Beograd, 11. srpnja 1982.), bosanskohercegovački je književnik, jedan od najvećih bošnjačkih i srpskih pisaca. Selimovićeva djela su utkana u središte bošnjačke književnosti, kojoj po tematici i iskazu najvrednijih djela nesumnjivo pripadaju. Također, ona su dijelom i srpske književnosti, svjesnim autorovim zahtjevom, kao i uronjenošću nemaloga dijela opusa u srpske književne i kulturne teme.

## Životopis
Meša Selimović je rođen u Tuzli 1910. godine. Odrastao je i odgajan u tradicionalnoj muslimanskoj kući i mahali, no u okruženju komunističkih ideja i opredjeljenja svoje braće i sestara. Studirao je u Beogradu, diplomirao je na Sveučilištu u Beogradu. Tijekom studija bio je stipendist Gajreta.
U Drugome svjetskom ratu prišao komunistima i ilegalno djelovao u Tuzli. Ustaše su ga početkom rata uhitile zajedno sa sestrom i bratom. Bio je zatočen 120 dana nakon čega su ga ustaše pustile iz zatvora. Po puštanju ubrzao je otišao u partizane u Majevički odred. Od 1943. godine bio je član Komunističke partije Jugoslavije. Surađivao je u novopokrenutom listu Oslobođenje i Frontu slobode. Postao je politički komesar Tuzlanskog odreda, tadašnja moćna visoka vojna i politička pozicija u partizanskoj vojsci. Starijeg brata Šefkiju strijeljali su partizani, premda je i sam bio partizan. Strijeljan je za kaznu jer je iz GUND-a (Glavne uprave narodnih dobara), samovoljno uzeo nekoliko komada namještaja. Drugi brat mu je bio Teufik Selimović, visoki dužnosnik OZNE. Međutim, Selimovića je mučio osjećaj krivnje što nije pomogao bratu Šefkiji. Pun mržnje prema svemu, događaj je pretočio u književno djelo Derviš i smrt u kojem je radnja smještena u osmansko vrijeme. 
Godine 1945. je otišao u Beograd gdje je dobio namještenje na visokom mjestu načelnika Odjela za publikacije Komisije za ratne zločine, a zatim je pomoćnik saveznog ministra za kulturu. Iste godine sa suprugom Desom Đorđić dobiva prvu kćer. Po rođenju djeteta napustio ih je, na što ga je supruga prijavila za nevjeru i izvanbračnu vezu s "buržujkom", pa su ga isključili iz Partije. Posljedično je izgubio i sjajne poslovne pozicije. Oženio se zatim novom suprugom Daroslavom Darkom Božić, kćeri divizijskog generala vojske Kraljevine Jugoslavije (čiji je suprug "nestao negdje u zarobljeništvu") i otišao u Sarajevo. 
U Sarajevu je uređivao je list Brazde. Predavao je na Višoj pedagoškoj školi, pa je bio docent na katedri za književnost Filozofskog fakulteta u Sarajevu, na kojem je predavao romantizam. Kratko je ostao na fakultetu, ali ne svojim izborom. Nije ponovo izabran. Zatim se okušao u djelovanju kao slobodni umjetnik. Nakon toga bio je umjetnički direktor Bosna filma. Pisao je filmske scenarije, no slabih dometa. Samo mu je jedan film prenesen u film. To je pripovjetka Tuđa zemlja. Ipak je dobio zamašne honorare. Od 1957. je direktor Drame Narodnog kazališta u Sarajevu. Godine 1961. objavio je svoj prvi roman Tišine za koji je dobio Šestotravanjsku nagradu grada Sarajeva. Zatim je postao glavni urednik izdavačke kuće Svjetlost, te predsjednik Udruge književnika Bosne i Hercegovine. Bio je i glavni i odgovorni urednik časopisa za književost Život. Kratko je predsjedavao Savezom književnika Jugoslavije. Iste 1964. je postavljen i smijenjen. Godine 1966. objavljen mu je roman Derviš i smrt, koji književna kritika smatra za prvorazredni događaj i književni domet Bosne i Hercegovine i cijele Jugoslavije. Za roman je dobio NIN-ovu, Njegoševu i Goranovu nagradu, te AVNOJ-evu i Dvadesetsedmosrpanjsku nagradu. 
Od 1968. godine je redovni član Akademije znanosti i umjetnosti Bosne i Hercegovine, a od 1974. godine i redovni član Srpske akademije znanosti i umjetnosti.  Godine 1971. dobio je počasni doktorat Sveučilišta u Sarajevu. U mirovinu je otišao 1972. godine, a 1973. godine je preselio u Beograd. 

### Smrt
Godine 1975. Meša Selimović operirao je trbušnu aortu u Vojnomedicinskoj akademiji u Beogradu. U jesen 1976. godine imao je moždani udar od kojeg se oporavio. Potom se ponovo razboljeva i više od tri mjeseca se liječi na Vojnomedicinskoj akademiji. Poslije izlaska iz bolnice, ležao je nepokretan u svome stanu. Umro je nakon sedam godina bolesti 11. srpnja 1982. godine.
Vlast Bosne i Hercegovine zatražila je da Selimović bude sahranjen u Sarajevu. Međutim, sahranjen je 14. srpnja u Aleji zaslužnih građana na Novom groblju u Beogradu. Zbog toga su bošnjački političari izrazili svoje nezadovoljstvo i optužili srpske nacionaliste, da uporno žele preoteti Mešu Selimovića.
Pa, ipak, Bosnu Selimović nije napustio i u posljednjim danima života. Iako već uveliko bolestan, uspio je napisatie kraći tekst za monografiju slikaru Mersadu Berberu.
Danas su imenom Meše Selimovića nazvane ulice u mnogim bosanskohercegovačkim gradovima i mjestima. U Tuzli je njegovim imenom nazvana gimnazija, a u Sarajevu, Zenici i Janji osnovna škola. Također, njegovo ime nosi i osnovna škola u Ribarićima pokraj Tutina. Od 1988. u Beogradu se dodjeljuje Nagrada "Meša Selimović" za knjigu godine u Srbiji, dok se u Tuzli od 2001. godine dodjeljuje Nagrada "Meša Selimović" za najbolji roman objavljen u prethodnoj godini s područja Bosne i Hercegovine, Hrvatske, Srbije i Crne Gore. 
BZK Preporod je Selimovićeva djela uvrstio u ediciju "Bošnjačka književnost u sto knjiga". SANU je također uvrstila Selimovićeva djela u ediciju "Srpska književnost u sto knjiga". Ista akademija je 1993. godine uvrstila Selimovića u knjigu "Sto najznamenitijih Srba", dok je tjednik Stav 2019. godine Mešu Selimovića uvrstio u "Sto najvažnijih Bošnjaka 1918. – 2018."

## Prijepori
Razloge zbog kojih je Selimović gotovo cijelog života bio u sukobu sa svijetom iz kojeg je i sam potekao treba tražiti izvan njegove književnosti. Meša Selimović se u Drugom svjetskom ratu se razočarao u bošnjačke mase i ulemu, koji su u to vrijeme stali uz Nezavisnu Državu Hrvatsku. U poslijeratnom vremenu, Bošnjacima je zamjerao nedostatak istinske volje za osobnim mijenjanjem. U njihovom socijalizmu prepoznavao je previše elemenata prijeratnog života. Taj osjećaj nepripadnosti sredini pojačavali su skandali u kojima je Meša Selimović bio žrtva. Najviše ga je zaboljelo "protjerivanje" s Filozofskog fakulteta, kada gubi radno mjesto i sredstva za život. Naviknut na materijalnu oskudicu, živio je bijedno, ali više od siromaštva tištila ga je nepravda koju je trpio na svakom koraku. 
U stalnom sukobu sa svijetom i okolinom Selimović donosi odluku i napušta Sarajevo. Zauvijek odlazi se u Beograd, gdje će i umrijeti 1982. godine. U Beogradu se trudio, da u nekom iracionalnom osvetničkom dahu napakosti sredini koja ga je podcjenjivala i odbacivala. Isticao je njenu zaostalost, duhovnu apatiju i intelektualnu bijedu. Dobro je znao, da će najveću sramotu nanijeti bude li odbacivao vlastiti identitet i obiteljsko naslijeđe. Željan javnog priznanja, nacionalno se izjašnjavao kao Srbin. Smatrao je, da će pripadnost srpskoj kulturi njegovoj veličanstvenoj književnosti udahnuti važnost, za koju je vjerovao da je nedovoljno istaknuta. 
Selimović je u neprestanim obračunima od svoga životopisa napravio fantazmu pišući u svojim Sjećanjima, da svi Selimovići potječu iz Vranjske, mjesta negdje na granici između Hercegovine i Crne Gore, te da su svi porijeklom iz drobnjačkog bratstva Vujovića. Malo se pisalo, ali mnogo govorilo ispod glasa, s podozrenjem i nekim nejasnim strahom o razlozima zbog kojih je Selimović iznosio u javnost izmišljenu priču u kojoj je tvrdio da porijeklo vodi od jednog od dvojice braće koja su prešla na islam vođena nekom nejasnom gorštačkom logikom da je potrebno da se konvertizmom i tajenim zelotizmom pridvore novim osmanskim vlastodršcima.
To lažiranje vlastitog obiteljskog naslijeđa bio je osvetnički čin prkosa čovjeka koji je, razočaran u sredinu iz koje je potekao, nastojao zadati joj najbolniji mogući udarac revanšizma. To mu je pošlo za rukom, jer to opisuje u susretu s Abdulahom Škaljićem. U tom razgovoru otkriva s koliko su ljutnje i poniženja Bošnjaci primili njegove tvrdnje. Smetalo je, osim toga, i Selimovićevo nonšalantno poigravanje temeljima islama, u kojem su vidjeli zlonamjerno manipulisanje tradicijom i osjećanjima. Zamjerke koje su iznošene tada Meši Selimoviću, tumačene su kao izraz konzervativnog revolta, ali ostaje nesporna činjenica da se Selimović zbog svojih brzopletih i dodvoravajućih pisanja kasnije kajao, svjestan da je sukob sa sredinom koja ga je uporno odbacivala dobio konotacije koje ni on sam nije želio prizivati.

## Književni rad
Najpoznatiji Selimovićevi romani su "Derviš i smrt" i "Tvrđava". Pisac se poziva na središnju europsku narativnu tradiciju, posebice Dostojevskog, kao i na opću struju književnog modernizma 20. stoljeća. No, nošen temperamentalnim značajkama i osebujnom stvaralačkom vizijom, Selimović je stvorio vlastiti izraz koji se ne može jednoznačno svrstati ni u koju kategoriju.
Selimović je dobro razumio da za dojmljiv prikaz unutarnjih borbi nisu odgovarajuće tehnike bilježenja struje svijesti, kakve nalazimo kod Jamesa Joycea ili Hermanna Brocha, jer u tim djelima dolazi do rastakanja svijesti protagonista, koji kao pasivni receptor ne može biti sudionikom moralne i metafizičke drame. Prvi roman, "Derviš i smrt", pisan živim stilom u kojemu se miješaju introspekcija, mudrosni sudovi o životu i ljudska drama derviškog šejha Nurudina, ostvarenje je univerzalne vrijednosti koje je privuklo pažnju strane čitalačke publike, dijelom i zbog upravo magnetičnog spoja egzistencijalne drame i opojne rezignacije kojom zrači islamsko-orijentalni milje. Roman nije realistički prikaz derviša ili sufizma, islamskog misticizma, jer Nurudinove dileme postaju besmislene promatramo li ih u kontekstu čvrsto ukorijenjene religijske svijesti. No, to nije kritika vrijednosti djela koje i nije imalo nakanu dokumentaristički i vjerno prikazati mistične zanose ili sufijski svjetonazor, nego je smjeralo i uspjelo općeljudske dileme i muke postaviti u bosansko-islamski kontekst i smjestiti univerzalno u lokalnom.
Sljedeći veliki roman, "Tvrđava", prikaz je Sarajeva uoči Hoćimske bitke (koju je opjevao Ivan Gundulić u "Osmanu") i odlikuje se širom paletom likova i većim brojem lirskih dijelova od "Derviša i smrti", čvrsto usredotočenoga na nezaboravni Nurudinov lik. Oba su djela bogata prigušenom emocionalnošću, sumračnim iskazima o ljudskoj sudbini, atmosferom koju je teško jednoznačno opisati i koja oscilira između smirenosti u prihvaćanju sudbine i bunta protiv neljudskih okolnosti te referencijama na povijesni usud Bošnjaka muslimana (to se odnosi posebno na "Tvrđavu"). Glavni Selimovićevi romani velika su djela zreloga autora koji je harmonično spojio modernistički diskurs, narativne tradicije "pripovjedačke Bosne" i orijentalno-islamski senzibilitet.

## Jezik
U knjizi o Vuku, kao i poznijim djelima, autor je prešao na srpski ekavski jezik i ako je suditi jedino po jezičnom kriteriju, ta su ostvarenja isključivo srpska (slična je situacija s većim dijelom Andrićeva opusa).
Djelo Meše Selimovića je utkano u središte bošnjačke književnosti, kojoj po tematici i iskazu najvrednijih djela nesumljivo pripada. Također, ono je dijelom i srpske književnosti, svjesnim autorovim zahtjevom, kao i uronjenošću nemaloga dijela opusa u srpske književne i kulturne teme.
Pitanje je, međutim, koliko su ovakve riječi plod samo njegovih uvjerenja, a koliko gorčine, ojađenosti i povrijeđenosti. Naime, Meša Selimović je, poput drugih najvažnijih bosanskohercegovačkih književnika (Nikole Šopa, Ive Andrića...) utočište nalazio u Beogradu, ali on je, za razliku od njih, ispraćan uvredama i u velikoj mjeri iz Bosne i Sarajeva protjeran.
U jednom napadu na Selimovića, objavljenom u sarajevskom Svijetu, pisalo je: "Ostali smo bez Savića i Repčića, pa možemo i bez Meše Selimovića." Srebrenko Repčić i Radomir Savić danas su već zaboravljeni nogometaši FK Sarajeva, koji su, krajem 1970-ih, potpisali za Crvenu zvezdu.
Paradoks situacije je vjerojatno najbolje izrazio Alija Isaković, koji je primijetio da je ironično što najveći srpski roman 20. stoljeća počinje islamskim vjerskim očitovanjem, Bismillom. Selimović ostaje piscem paradoksa: bošnjačko islamski autor koji nije zbog vjersko-civilizacijske tematike i promišljanja o sudbini muslimana u Bosni mogao biti apsorbiran u srpski književni korpus u cijelosti, te tamo istovremeno "žulja" kao strano tijelo i koristan je kao sredstvo političko-nacionalne propagande.

## Nagrade i priznanja
Meša Selimović je bio biran za:
- predsjednika Saveza književnika Jugoslavije,
- počasni doktor Sveučilišta u Sarajevu (1971.),
- redovni član ANUBiH (1968.)
- redovni član SANU (1974.)

Dobitnik je brojnih nagrada od kojih su najznačajnije:
- Orden Republike
- NIN-ova nagrada (1966.),
- Šestotravanjska nagrada (1967.),
- Nagrada "Ivan Goran Kovačić" (1967.),
- Dvadesetsedmosrpanjska nagrada SRBiH,
- Nagrada AVNOJ-a (1969.)
- Njegoševa nagrada (1969.),
- Nagrada AVNOJ-a (1970.)

## Djela

### Romani
- Tišine (1961.)
- Magla i mjesečina (1965.)
- Derviš i smrt (1966.)
- Tvrđava (1970.)
- Ostrvo (1974.)
- Krug (1983., nedovršeni roman.)

### Pripovijetke
- Uvrijeđeni čovjek (1947.)
- Prva četa (1950.)
- Tuđa zemlja (1957.)
- Djevojka crvene kose (1970.)

### Zapisi
- Eseji i ogledi (1966.)
- Za i protiv Vuka (1967.)
- Pisci, mišljenja, razgovori (1970.)
- Sjećanja (1976.)

### O Selimoviću
- Kritičari o Meši Selimoviću: sa autobiografijom (1973.) – Razija Lagumdžija
- Roman Meše Selimovića (1985.) – Miodrag Petrović
- Činiti i biti: roman Meše Selimovića; Apokrifnost poetskog govora: poezija Maka Dizdara (1988.) – Kasim Prohić
- Slovo o Dervišu (1988.) – Razija Lagumdžija
- Književno djelo Meše Selimovića: zbornik radova (1990.) – zbornik radova
- Rukopisi Meše Selimovića (1991.) – Razija Lagumdžija
- Mešina vječita uznemirenost: sjećanja, svjedočenja, kazivanja (1991.) – Razija Lagumdžija
- Rano djelo Meše Selimovića (1992.) – Mirko Skakić
- Romani Meše Selimovića (1992.) – Mirko Skakić
- O romanu Meše Selimovića Derviš i smrt (1995.) – Josip Osti
- Književni kritičar Meša Selimović (1998.) – Mirko Skakić
- Meša Selimović u književnoj kritici: kritika kritike: (studija.) (1999.) – Mirko Skakić
- Ismet Mujezinović i Meša Selimović - spomenici znakovi ljudskog trajanja (1999.) – Ćazim Sarajlić
- Poetničko i poezija u Selimovićevoj Tvrđavi (2001.) – Jovan N. Ivanović
- Znakovi osobnosti u Dervišu i smrti (2004.) – Ajka Tiro Srebrenković
- Život Meše Selimovića (2005.) – Radovan Popović
- Meša Selimović i Fjodor Dostojevski: u svjetlu teorije polifonijskog romana Mihaila Bahtina (2006.) – Nazif Kusturica
- Meša Selimović na scenama južnoslovenskih teatara (2010.) – Srđan Vukadinović
- Meša Selimović na sceni Teatra Kabare Tuzla (2010.) – Srđan Vukadinović
- Meša Selimović u pozorištu (2010.) – Olga Marković
- Na putu do Tvrđave: Meša Selimović 100 godina od rođenja (2010.) – Dom književnosti Tuzla
- Derviš ili čovek, život i smrt: religijski podtekst romana "Derviš i smrt" Meše Selimovića (2010.) – Nadija Rebronja
- Odabrani citati Meše Selimovića (2010.) – Emir Avdagić
- Meša Selimović i Skender Kulenović u srpskom jeziku i književnosti: zbornik radova (2011.) – zbornik radova
- Andrić i Selimović: forme aktualnosti (2011.) – Robert Hodel
- Ko je bio Meša Selimović (2015.) – Sead Zubanović
- Most od riječi: Meša Selimović (2020.) – aforizmi i poslovice

## Vanjske poveznice
- Meša Selimović: romani
- Online roman "Derviš i smrt"  Arhivirana inačica izvorne stranice od 17. listopada 2006. (Wayback Machine)
- Meša selimović - djela